# Philippe Noiret
Philippe Noiret (Lilla, 1º ottobre 1930 – Parigi, 23 novembre 2006) è stato un attore francese.

## Biografia
Philippe Noiret nacque a Lilla, nel dipartimento del Nord (nella regione dell'Alta Francia), nel 1930, figlio di Pierre Georges Noiret, un rappresentante commerciale piccardo, impiegato presso l'impresa tessile Établissements Sigrand, e di Lucy Clémence Ghislaine Heirman, una casalinga belga di etnia fiamminga. Esordì sul grande schermo in piccoli ruoli a partire dal 1949, apparendo per la prima volta in una pellicola di Jacqueline Audry, Gigi (1949), anche se nel frattempo continuava a seguire gli studi superiori.
Nel 1950 frequentò i corsi d'arte drammatica tenuti da Roger Blin, attore poco sfruttato dal cinema ma molto apprezzato in teatro. Per circa dieci anni recitò al Théàtre National Populaire di Jean Vilar, dove alla prosa alternò il cabaret (assieme a Jean-Pierre Darras). Anche se posteriore a Gigi, il suo film d'esordio è considerato La pointe courte (1955) di Agnès Varda, dopo il quale Noiret cominciò ad apparire con crescente frequenza sugli schermi del cinema francese (seppure ancora in ruoli secondari), sui set televisivi e sul palcoscenico.
Nel 1960 fu lo zio di Zazie, cabarettista travestito da donna, in Zazie nel metrò di Louis Malle, film culto per i cinefili francesi; l'anno successivo, fu diretto da René Clair in Tutto l'oro del mondo (1961), per poi passare a lavorare con Édouard Molinaro, René Clément, Jean Delannoy e con registi italiani quali Lucio Fulci (Le massaggiatrici, 1962), Luigi Zampa (Frenesia dell'estate, 1963) e Vittorio De Sica (Sette volte donna, 1967). Nel 1966, al termine della rappresentazione di Un drôle de couple, diede l'addio ufficiale al teatro, e allontanandosi temporaneamente dal cinema francese, si permise una parentesi americana nel 1969, lavorando per Alfred Hitchcock in Topaz, accanto a Michel Piccoli, e per George Cukor in Rapporto a quattro.
La vera popolarità arrivò negli anni settanta, quando entrò in contatto con il mondo surreale del regista italiano Marco Ferreri, interpretando uno dei quattro amici che vogliono suicidarsi a furia di cibo e sesso in La grande abbuffata (1973), seguito l'anno dopo da Non toccare la donna bianca (1974). Sostenne con successo anche il ruolo drammatico de L'orologiaio di Saint-Paul (1974), sotto la direzione di Bertrand Tavernier, e riconfermò le sue capacità di finissimo e acuto cesellatore di personaggi profondamente umani in Il giudice e l'assassino (1976) e Che la festa cominci... (1974), sempre di Tavernier.

Philippe Noiret nei panni di Giorgio Perozzi, al centro, fra Ugo Tognazzi (nel ruolo di Lello Mascetti) e Duilio Del Prete (nel ruolo di Guido Necchi), in Amici miei (1975) di Mario Monicelli

Sull'onda del successo di pubblico, entrò nel cast dei primi due capitoli della trilogia di Amici miei, Amici miei (1975) e Amici miei - Atto IIº (1982), entrambi diretti da Mario Monicelli, in cui, interpretando il personaggio del giornalista Giorgio Perozzi, dimostrò di possedere notevoli doti comiche, al pari di Ugo Tognazzi (che interpretava invece il personaggio del conte Lello Mascetti). Diviso fra la Penisola e la Francia, in Italia affiancò spesso nomi celebri della comicità nostrana come Alberto Sordi, in Il comune senso del pudore di Sordi (1976) e Il testimone di Jean-Pierre Mocky (1978), ma anche grandi registi come Valerio Zurlini in Il deserto dei Tartari (1976), mentre in patria sembrò insistere nei ruoli negativi come quello del sedicente tutore della legge in Colpo di spugna (1981) di Bertrand Tavernier con Isabelle Huppert.
In Italia diede altre interpretazioni, diretto da Mario Monicelli, Franco Zeffirelli, Francesco Rosi, Sergio Citti ed Ettore Scola, fino ad arrivare al suo personaggio più edificante, l'operatore cinematografico Alfredo in Nuovo Cinema Paradiso di Giuseppe Tornatore (1988); ispirato alla figura del fotografo e proiezionista Mimmo Pintacuda, amico e mentore professionale di Tornatore nella realtà, Alfredo di fatto rappresenta una figura paterna per un piccolo orfano di guerra, comprendendolo anche nel più sottile dettaglio e lasciandogli in eredità qualcosa che ha del soprannaturale, ovvero la passione oltre ogni limite per il mondo del cinema. Tornatore diresse Noiret anche nell'episodio Il cane blu della quadrilogia La domenica specialmente (1991).
Due i César vinti come miglior attore, uno per Frau Marlene (1975) di Robert Enrico e l'altro per La vita e niente altro (1989), per il quale vinse anche il David di Donatello dopo la candidatura dell'anno precedente per Gli occhiali d'oro. Fu importante nella sua carriera anche la collaborazione con Massimo Troisi nel film Il postino (1994), candidato a 5 premi Oscar, nel quale interpretava la figura del poeta cileno Pablo Neruda.
Nel luglio 2006 gli venne assegnata la Legion d'onore, pochi mesi prima della sua morte, avvenuta a Parigi il 23 novembre dello stesso anno, all'età di 76 anni, per complicazioni del cancro di cui soffriva da tempo. È sepolto a Parigi nel cimitero di Montparnasse.

## Vita privata
Fu sposato con l'attrice Monique Chaumette ed ebbe una figlia, Frédérique Noiret (nata il 25 maggio 1960).

## Filmografia

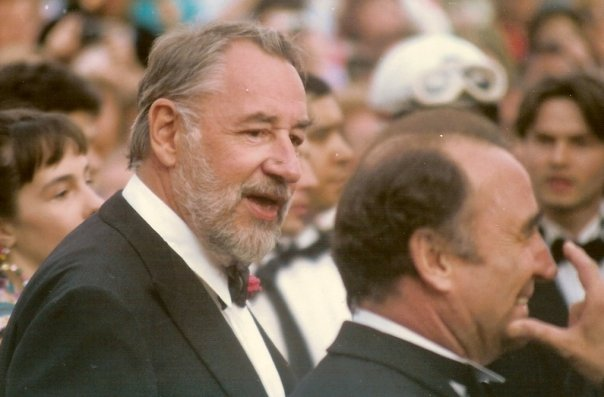
Philippe Noiret, insieme a Claude Brasseur, mentre presenzia al Festival di Cannes del 1989 in qualità di interprete del personaggio di Alfredo in Nuovo Cinema Paradiso

- Un “cortometraggio” prodotto nell’ambito di un corso presso l’IDHEC (data incerta e produzione anonima)
- Gigi, regia di Jacqueline Audry (1949)
- Olivia, regia di Jacqueline Audry (1949)
- L'agenzia matrimoniale, regia di Jean-Paul Le Chanois (1951)
- La pointe courte, regia di Agnès Varda (1955)
- Zazie nel metrò (Zazie dans le métro), regia di Louis Malle (1960)
- L'appuntamento (Le rendez-vous), regia di Jean Delannoy (1961)
- Flore et Blancheflore, film TV, regia di Jean Prat (1961)
- Tutto l'oro del mondo (Tout l'or du monde), regia di René Clair (1961)
- Amori celebri (Amours célèbres), regia di Michel Boisrond (1961)
- Il delitto di Thérèse Desqueyroux (Thérèse Desqueyroux), regia di Georges Franju (1962)
- Il delitto non paga (Le crime ne paie pas), regia di Gérard Oury (1962)
- Le massaggiatrici, regia di Lucio Fulci (1962)
- Segretissimo spionaggio (Ballade pour un voyou), regia di Claude-Jean Bonnardot (1963)
- La portatrice di pane (La Porteuse de pain), regia di Maurice Cloche (1963)
- Frenesia dell'estate, regia di Luigi Zampa (1964)
- Intrigo a Parigi (Monsieur), regia di Jean-Paul Le Chanois (1964)
- Cyrano e D'Artagnan (Cyrano contre D'Artagnan), regia di Abel Gance (1964)
- Lady L, regia di Peter Ustinov (1965)
- L'armata sul sofà (La Vie de château), regia di Jean-Paul Rappeneau (1966)
- Destinazione marciapiede (Le voyage du père), regia di Denys de La Patellière (1966)
- L'amante italiana (Les Sultans), regia di Jean Delannoy (1966)
- Un avventuriero a Tahiti (Tendre voyou), regia di Jean Becker (1966)
- La notte dei generali (The Night of the Generals), regia di Anatole Litvak (1967)
- Sette volte donna (Woman Times Seven), regia di Vittorio De Sica (1967)
- Alexandre... un uomo felice (Alexandre le bienheureux), regia di Yves Robert (1968)
- La meravigliosa amante di Adolphe (Adolphe, ou l'âge tendre), regia di Bernard Toublanc-Michel (1968)
- Evviva la libertà (Mr. Freedom), regia di William Klein (1968)
- Assassination Bureau (The Assassination Bureau), regia di Basil Dearden (1969)
- Clérambard, regia di Yves Robert (1969)
- Rapporto a quattro (Justine), regia di George Cukor (1969)
- Topaz, regia di Alfred Hitchcock (1969)
- Portami quello che hai e prenditi quello che vuoi (Les caprices de Marie), regia di Philippe de Broca (1970)
- L'uomo che venne dal nord (Murphy's War), regia di Peter Yates (1971)
- Tempo d'amare (A Time for Loving), regia di Christopher Miles (1972)
- Ricatto a un commissario di polizia (Les aveux les plus doux), regia di Édouard Molinaro (1971)
- Siamo tutti in libertà provvisoria, regia di Manlio Scarpelli (1971)
- L'attentato (L'attentat), regia di Yves Boisset (1972)
- La tardona (La vieille fille), regia di Jean-Pierre Blanc (1972)
- La mandarina (La mandarine), regia di Edouard Molinaro (1972)
- Amici miei in campagna (Le trèfle à cinq feuilles), regia di Edmond Freess (1972)
- La grande abbuffata, regia di Marco Ferreri (1973)
- Il serpente (Le serpent), regia di Henri Verneuil (1973)
- Il segreto (Le Secret), regia di Robert Enrico (1974)
- L'orologiaio di Saint-Paul (L'horloger de Saint-Paul), regia di Bertrand Tavernier (1974)
- Non toccare la donna bianca, regia di Marco Ferreri (1974)
- Un nuage entre les dents, regia di Marco Pico (1974)
- Cari amici miei... (Les Gaspards), regia di Pierre Tchernia (1974)
- Che la festa cominci... (Que la fete commence), regia di Bertrand Tavernier (1975)
- Giochi di fuoco (Le jeu avec le feu), regia di Alain Robbe-Grillet (1975)
- Frau Marlene (Le Vieux Fusil), regia di Robert Enrico (1975)
- Amici miei, regia di Mario Monicelli (1975)
- Il comune senso del pudore, regia di Alberto Sordi (1976)
- Una donna alla finestra (Une femme à sa fenêtre), regia di Pierre Granier-Deferre (1976)
- Il giudice e l'assassino (Le juge et l'assassin), regia di Bertrand Tavernier (1976)
- Il deserto dei Tartari, regia di Valerio Zurlini (1976)
- Un taxi color malva (Un taxi mauve), regia di Yves Boisset (1977)
- Disavventure di un commissario di polizia (Tendre poulet), regia di Philippe de Broca (1977)
- Il testimone (Le témoin), regia di Jean-Pierre Mocky (1978)
- Qualcuno sta uccidendo i più grandi cuochi d'Europa (Who Is Killing the Great Chefs of Europe?), regia di Ted Kotcheff (1978)
- Due pezzi di pane, regia di Sergio Citti (1979)
- Hanno rubato le chiappe di Afrodite (On a volé la cuisse de Jupiter), regia di Philippe de Broca (1980)
- Sorvegliate il vedovo (Pile ou face), regia di Robert Enrico (1980)
- Una settimana di vacanza (Une semaine de vacances), regia di Bertrand Tavernier (1980)
- Tre fratelli, regia di Francesco Rosi (1981)
- Colpo di spugna (Coup de torchon), regia di Bertrand Tavernier (1981)
- Uccidete Birgit Haas (Il faut tuer Birgit Haas), regia di Laurent Heynemann (1981)
- Amici miei - Atto IIº, regia di Mario Monicelli (1982)
- L'étoile du Nord, regia di Pierre Granier-Deferre (1982)
- Vacanze africane (L'Africain), regia di Philippe de Broca (1983)
- L'amico di Vincent (L'Ami de Vincent), regia di Pierre Granier-Deferre (1983)
- Il lungo carnevale (Le grand carnaval), regia di Alexandre Arcady (1983)
- Qualcosa di biondo, regia di Maurizio Ponzi (1984)
- Souvenirs souvenirs, regia di Ariel Zeitoun (1984)
- Fort Saganne, regia di Alain Corneau (1984)
- Il commissadro (Les ripoux), regia di Claude Zidi (1984)
- Ore 20 scandalo in diretta (Le 4ème pouvoir), regia di Serge Leroy (1985)
- L'estate prossima (L'été prochain), regia di Nadine Trintignant (1985)
- Speriamo che sia femmina, regia di Mario Monicelli (1986)
- Round Midnight - A mezzanotte circa ('Round Midnight), regia di Bertrand Tavernier (1986)
- La famiglia, regia di Ettore Scola (1986)
- Volto segreto (Masques), regia di Claude Chabrol (1987)
- L'estate impura (Noyade interdite), regia di Pierre Granier-Deferre (1987)
- Gli occhiali d'oro, regia di Giuliano Montaldo (1987)
- L'uomo che piantava gli alberi, regia di Frédéric Back (1987) - solo voce
- Il frullo del passero, regia di Gianfranco Mingozzi (1988)
- Chouans! I rivoluzionari bianchi, regia di Philippe de Broca (1988)
- Il giovane Toscanini, regia di Franco Zeffirelli (1988)
- Nuovo Cinema Paradiso, regia di Giuseppe Tornatore (1988)
- Il ritorno dei tre moschettieri (The Return of the Musketeers), regia di Richard Lester (1989)
- La vita e niente altro (La Vie et rien d'autre), regia di Bertrand Tavernier (1989)
- Uranus, regia di Claude Berri (1990)
- Dimenticare Palermo, regia di Francesco Rosi (1990)
- Rossini! Rossini!, regia di Mario Monicelli (1991)
- La domenica specialmente - episodio Il cane blu, regia di Giuseppe Tornatore (1991)
- Niente baci sulla bocca (J'embrasse pas), regia di André Téchiné (1991)
- Max e Jeremie devono morire (Max & Jeremie), regia di Claire Devers (1992)
- Zuppa di pesce, regia di Fiorella Infascelli (1992)
- Tango, regia di Patrice Leconte (1993)
- Il sosia (Grosse fatigue), regia di Michel Blanc (1994)
- Eloise, la figlia di D'Artagnan (La fille de d'Artagnan), regia di Bertrand Tavernier (1994)
- Il postino, regia di Michael Radford (1994)
- Facciamo paradiso, regia di Mario Monicelli (1995)
- Le Roi de Paris, regia di Dominique Maillet (1995)
- Les Milles, regia di Sébastien Grall (1995)
- Les grands ducs, regia di Patrice Leconte (1996)
- Fantôme avec chauffeur, regia di Gérard Oury (1996)
- Marianna Ucrìa, regia di Roberto Faenza (1997)
- Soleil, regia di Roger Hanin (1997)
- Il cavaliere di Lagardère (Le Bossu), regia di Philippe de Broca (1997)
- Les palmes de M. Schutz, regia di Claude Pinoteau (1997)
- In and Out of Fashion, regia di William Klein (1998) - documentario
- Le Pique-nique de Lulu Kreutz, regia di Didier Martiny (2000)
- Un onesto trafficante (Un honnête commerçant), regia di Philippe Blasband (2002)
- Il cane e il suo generale (Le Chien, le Général et les Oiseaux), regia di Francis Nielsen (2003)
- Père et fils, regia di Michel Boujenah (2003)
- Ripoux 3, regia di Claude Zidi (2003)
- Les côtelettes, regia di Bertrand Blier (2003)
- Edy, regia di Stéphan Guérin-Tillié (2005)
- Marcello, una vita dolce, regia di Mario Canale e Anna-Rosa Morri (2006) - documentario
- Voie d'eau, regia di Matthieu-David Cournot (2006) - solo voce
- Trois amis, regia di Michel Boujenah (2007)

## Doppiaggio
- Orson Welles in Storia immortale - versione francese

## Riconoscimenti
- Premio César
  - 1976 – Migliore attore protagonista per Frau Marlene
  - 1981 – Candidatura al migliore attore per Sorvegliate il vedovo
  - 1982 – Candidatura migliore attore per Colpo di spugna
  - 1985 – Candidatura migliore attore per Il commissadro
  - 1990 – Migliore attore protagonista per La vita e niente altro
- David di Donatello
  - 1976 – Migliore attore straniero per Frau Marlene
  - 1986 – Candidatura come miglior attore non protagonista per Speriamo che sia femmina
  - 1988 – Candidatura come miglior attore protagonista per Gli occhiali d'oro
  - 1990 – Migliore attore straniero per La vita e niente altro
  - 1995 – Candidatura come miglior attore non protagonista per Il postino
- Nastro d'argento
  - 1986 – Migliore attore straniero per Colpo di spugna
  - 1991 – Nastro d'argento europeo
- Premio BAFTA
  - 1991 – Migliore attore protagonista per Nuovo Cinema Paradiso
- European Film Awards
  - 1989 – Miglior attore per Nuovo Cinema Paradiso e La vita e niente altro

## Doppiatori italiani
Nei film italiani a cui ha preso parte, Philippe Noiret è stato doppiato da:
- Sergio Graziani ne La tardona, La mandarina, La grande abbuffata, Non toccare la donna bianca, Frau Marlene, Una donna alla finestra, Il giudice e l'assassino, Un taxi color malva, L'estate prossima, Speriamo che sia femmina, Chouans! I rivoluzionari bianchi, Facciamo paradiso, Il cavaliere di Lagardére
- Vittorio Di Prima in Nuovo Cinema Paradiso, Uranus, La domenica specialmente, Niente baci sulla bocca, Max e Jeremie devono morire, Marianna Ucrìa
- Elio Pandolfi ne Le massaggiatrici, Colpo di spugna, Fort Saganne, Volto segreto
- Pino Locchi in Intrigo a Parigi, Amici miei - Atto II°, Il ritorno dei tre moschettieri, Rossini! Rossini!
- Renzo Palmer in Alexandre... un uomo felice, L'attentato, L'orologiaio di Saint-Paul, Il commissadro
- Giuseppe Rinaldi in Che la festa cominci..., Due pezzi di pane, Il giovane Toscanini
- Gianni Musy in Tre fratelli, Dimenticare Palermo, Mio figlio ha 70 anni
- Pietro Biondi ne Il testimone, Il sosia, Un onesto trafficante
- Renato Turi in Zazie nel metrò, La notte dei generali
- Emilio Cigoli ne Il delitto non paga, La portatrice di pane
- Carlo Romano in Lady L, L'uomo che venne dal nord
- Oreste Lionello ne L'amante italiana, Un avventuriero a Tahiti
- Giorgio Piazza in Siamo tutti in libertà provvisoria, Qualcuno sta uccidendo i più grandi cuochi d'Europa
- Sergio Rossi ne L'estate impura, Gli occhiali d'oro
- Rino Bolognesi in Topaz
- Bruno Persa ne Il serpente
- Renzo Montagnani in Amici miei
- Carlo Giuffré ne Il comune senso del pudore
- Luigi Vannucchi ne Il deserto dei Tartari
- Riccardo Cucciolla ne Il frullo del passero
- Dario Penne ne La vita e niente altro
- Mario Valgoi in Eloise, la figlia di D'Artagnan
- Bruno Alessandro ne Il postino

Da doppiatore è sostituito da:
- Toni Servillo ne L'uomo che piantava gli alberi